# Batemannia wolteriana
Batemannia wolteriana är en orkidéart som beskrevs av Rudolf Schlechter. Batemannia wolteriana ingår i släktet Batemannia och familjen orkidéer. Inga underarter finns listade i Catalogue of Life.